# Svartpivi
Svartpivi (Contopus nigrescens) är en fågel i familjen tyranner inom ordningen tättingar.

## Utseende och läte
Svartpivin är en enfärgad mörk pivi. Lätet är ett ljust "peep" likt brasilienpivin, ibland dubblerat.

## Utbredning och systematik
Svartpivi delas in i två underarter:
- Contopus nigrescens nigrescens – förekommer i Andernas östsluttning i Ecuador (Napo-Pastaza och Morona Santiago-Zamora Chinchipe)
- Contopus nigrescens canescens – förekommer i östra Peru (söder till Cusco), södra Guyana (Acaribergen) och östra Amazonområdet i Brasilien

## Levnadssätt
Svartpivin lever tillbakadraget i trädtaket i fuktiga skogar. Den ses framför allt på högre höjd i Andernas förberg, men även också fläckvist i lågt liggande områden i Amazonområdet.

## Status och hot
Arten har ett stort utbredningsområde, men tros minska i antal, dock inte tillräckligt kraftigt för att den ska betraktas som hotad. Internationella naturvårdsunionen IUCN listar arten som livskraftig (LC).